# فريدي هارت
فريدي هارت (بالإنجليزية: Freddie Hart)‏ هو كاتب أغاني وموسيقي ومغن مؤلف ومغني أمريكي، ولد في 21 ديسمبر 1926 في لويزيانا في الولايات المتحدة، وتوفي في 27 أكتوبر 2018 في بربانك في الولايات المتحدة بسبب ذات الرئة.

## وصلات خارجية
- الموقع الرسمي
- فريدي هارت على موقع IMDb (الإنجليزية)
- فريدي هارت على موقع ميوزك برينز (الإنجليزية)
- فريدي هارت على موقع أول ميوزيك (الإنجليزية)
- فريدي هارت على موقع ديسكوغز (الإنجليزية)
- فريدي هارت على موقع قاعدة بيانات الفيلم (الإنجليزية)